# Polär bana
Polär bana eller polär omloppsbana är en omloppsbana där en satellit passerar ovanför eller nästan ovanför båda polerna av en himlakropp, under ett omloppsbanevarv. Den har därför en lutning som ligger mycket nära 90 grader i förhållande till ekvatorn. Utom i det särskilda fallet med en polär geosynkron omloppsbana, kommer en satellit i en polär bana att passera över ekvatorn vid olika longituder för varje omlopp.
Polära omloppsbanor används ofta av jordresurssatelliter för att observera och kartlägga jorden. Banorna används även för spionsatelliter samt av en del vädersatelliter. Iridiumsystemet, som tillhandahåller teletjänster, har satelliter med polära banor. Nackdelen är att ingen fläck på jordens yta kan avkännas kontinuerligt från en satellit i en polär omloppsbana.
Satelliter i nästan polära omloppsbanor ligger ofta i solsynkron bana, vilket innebär att varje efterföljande banpassage sker vid samma lokala tid på dagen. Särskilt viktigt är detta för tillämpningar som fjärranalys av atmosfärens temperatur. Viktigt är att kunna observera förändringar över tid, och inte störas av förändringar i lokal tid. För att hålla samma lokala tid vid en given passage, är det önskvärt att banan ska vara så kort som möjligt, det vill säga så låg som möjligt. Mycket låga banor på några hundra kilometer skulle avta snabbt på grund av friktion från atmosfären. En vanlig höjd över jordytan är ungefär 1000 km, vilket ger en omloppstid på cirka 100 minuter. Banhalvan vid solsidan tar då bara 50 minuter, då den lokala tiden på dagen inte varierar så mycket.
För att bibehålla den solsynkrona omloppsbanan medan jorden kretsar kring solen under året, måste satellitbanan genomgå precession i samma takt. Om satelliten passerar rakt över polerna, sker inga förändringar av banan. Men då jordens ekvator buktar ut, kommer en omloppsbana som lutar med en liten vinkel att utsättas för ett vridmoment som orsakar precession. En banlutning med en vinkel på cirka 8 grader från polen ger den önskade precessionen i en omloppsbana på 100 minuter.
En satellit kan sväva över en himlakropps pol under en stor del av omloppstiden, fast med stort avstånd. Om den polära banan är starkt elliptisk når satelliten sin höjdpunkt ovanför detta område. En Molnijabana fungerar enligt denna princip.

## Människan i polär bana
Först den 1 april 2025, skickades en bemannad rymdfarkost upp i polär omloppsbana runt jorden. Flygningen kallades Fram2 och varade i drygt tre dygn.